# Схоластика (святая)
Схола́стика, Схоластика Нурсийская (лат. Scholastica; 480 год, Нурсия — 10 февраля 547 года, Монтекассино) — христианская подвижница, святая, основательница первого женского монастыря Западной Европы. Родная сестра основателя западного монашества Бенедикта Нурсийского.

## Биография
Практически единственным источником сведений о жизни святой Схоластики служат «Диалоги» Григория Великого. О св. Схоластике говорится во второй книге «Диалогов», посвященной святому Бенедикту.
Согласно ей, Схоластика была сестрой (возможно близнецом) святого Бенедикта. В юности она разделяла аскетические идеалы брата и приняла решение посвятить жизнь Богу, остаться девой и стать отшельницей. Но после того, как святой Бенедикт основал монастырь в Монтекассино, Схоластика последовала его примеру и в местечке Пломбариола, неподалёку от Монтекассино, создала женскую общину, которая, вероятно, жила по уставу, написанному Бенедиктом для монахов мужского монастыря. Это был первый регулярный женский монастырь в Европе. Святую Схоластику почитают как основательницу члены женских бенедиктинских монашеских сообществ.

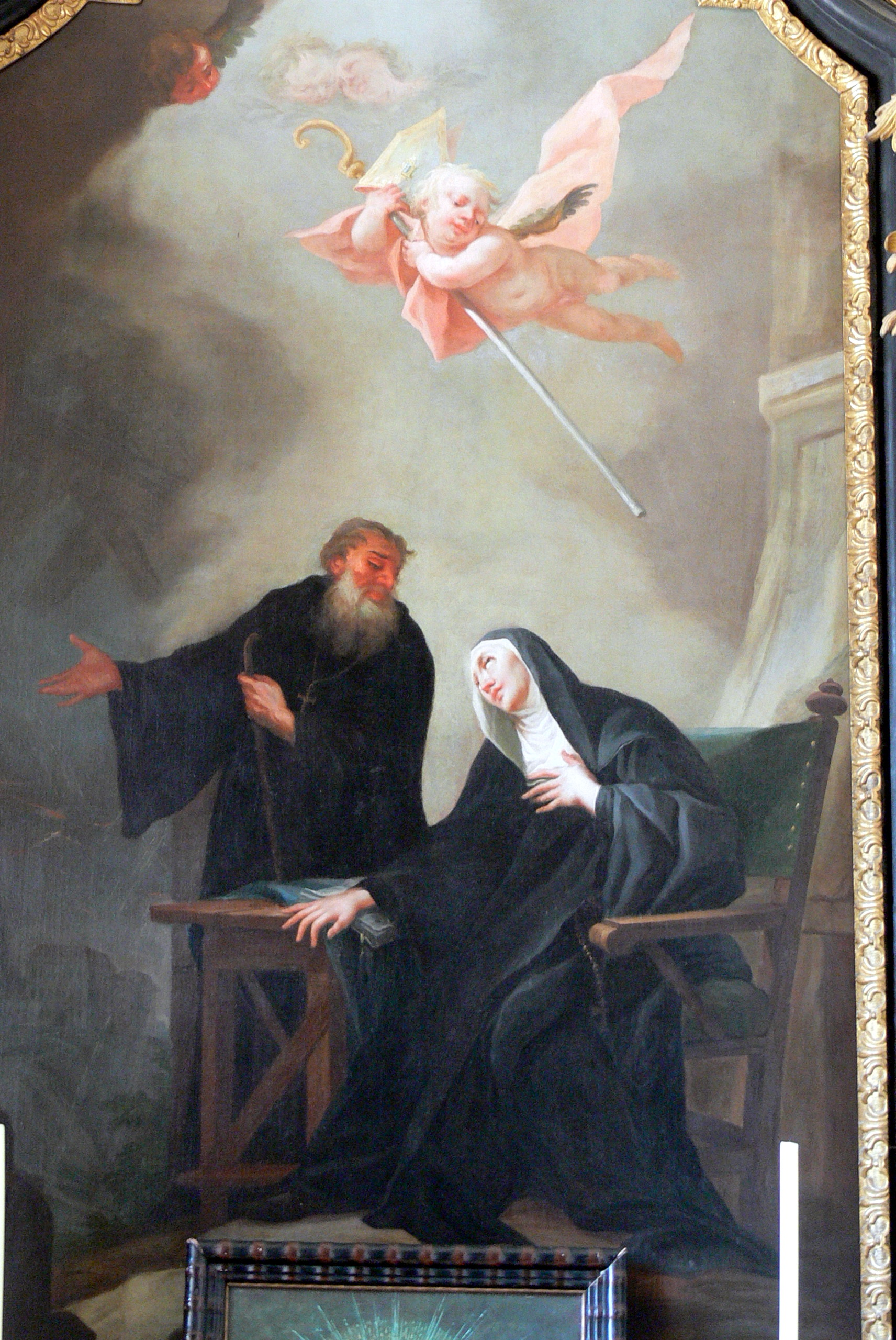
Святой Бенедикт и святая Схоластика

В «Диалогах» приводится эпизод, по преданию, произошедший незадолго до смерти св. Схоластики. Брат и сестра, жившие в монастырях неподалёку друг от друга, встречались лишь раз в год в местечке неподалёку от Монтекассино и проводили время в беседах на духовные темы. Однажды св. Схоластика попросила брата остаться на ночь, чтобы продолжить беседу. Бенедикт отказался, так как согласно написанному им уставу, монах не мог ночевать за пределами монастыря, и он не хотел подавать братии дурной пример нарушением собственных правил. Тогда по молитве св. Схоластики разразилась сильнейшая гроза, которая помешала Бенедикту выйти из убежища, и он вынужден был остаться и продолжить общение с сестрой. Через три дня св. Бенедикту, молившемуся в келье, было видение души св. Схоластики, улетавшей на небо в виде голубки. После этого он понял, что просьба сестры была не прихотью, а желанием попрощаться перед кончиной.

## Почитание
Святая Схоластика почитается в Католической церкви. Также является местночтимой святой ряда православных западноевропейских епархий. День памяти — 10 февраля.
Святая Схоластика, как и св. Бенедикт, была похоронена в аббатстве Монтекассино. Рядом исследователей выдвигались версии о том, что мощи свв. Бенедикта и Схоластики были перенесены в Субиако или даже во Францию. Однако в 1950 году, в ходе реставрационных работ в монастыре Монтекассино, разрушенном бомбардировками во Вторую мировую войну, итальянские реставраторы обнаружили и идентифицировали хорошо сохранившиеся захоронения свв. Бенедикта и Схоластики.